# Nepenthes kinabaluensis
Nepenthes kinabaluensis är en tvåhjärtbladig växtart som beskrevs av Sh. Kurata. Nepenthes kinabaluensis ingår i släktet Nepenthes och familjen Nepenthaceae. Inga underarter finns listade i Catalogue of Life.